# Strid (Band)
Strid (norwegisch für „Kampf“) ist eine norwegische Black-Metal-Band.

## Bandgeschichte
Strid wurde 1990 unter dem Namen Malfeitor von dem Bassisten und Sänger Rot (später Storm; nicht der Ex-Gorgoroth-Bassist), Schlagzeuger Lost (später Jardar; nicht Jardar von Old Man’s Child) sowie den Gitarristen Funeral und Samhain gegründet. 1991 veröffentlichte die Band ein erstes gleichnamiges Demo; das zweite Demo Pandemonium folgte 1992. Øystein Aarseth, auf den die norwegische Black-Metal-Szene zurückgeht, nannte sie 1992 zusammen mit heutzutage bekannten Bands wie Immortal, Burzum und Darkthrone als Teil der elitären norwegischen Szene. Nach der Veröffentlichung von Pandemonium benannte sich die Band in Battle um. Battle nahm das Demo End of Life, das nur ein gleichnamiges 11-minütiges Lied enthielt, auf; kurz darauf wurde Ravn Harjar (nicht Ravn von Mysticum) Mitglied der Band. Nach der Veröffentlichung und dem Ausstieg des ursprünglichen Gitarristen benannte die Band sich in Strid um.
1994 erschien eine 7"-EP beim deutschen Independent-Label Malicious Records; zu dem Zeitpunkt bestand die Band nur noch aus Storm und Ravn. Seit 1995 war keine Veröffentlichung mehr zu verzeichnen, die Band gilt als aufgelöst. Der Schlagzeuger soll wegen des Anzündens einer Kirche eine Haftstrafe verbüßt haben, während sich Gitarrist Ravn Harjar in die Abgeschiedenheit zurückzog und Sänger und Bassist Storm im Jahr 2000 Suizid verübte.
Im Herbst 2007 wurden sämtliche Malfeitor- und Strid-Aufnahmen vom auf Black Metal spezialisierten Athener Independent-Label Kyrck Productions zunächst als LP veröffentlicht, wenig später folgten eine CD und ein in Leder eingeschlagenes Digibook, jeweils mit den Stücken der Malfeitor-Demos als Bonustiteln.
Seit Herbst 2009 ist die Band wieder aktiv, im September 2010 kündigte Ravn Harjar die Rückkehr der Band und einen Auftritt in Oslo an. Neuer Bassist an Storms Stelle wurde Yusaf „Vicotnik“ Parvez von Dødheimsgard.

## Bedeutung
Strid zählt zu den weniger bekannten norwegischen Black-Metal-Bands. Allerdings wurde die Band von René „Kanwulf“ Wagner vom deutschen Ein-Mann-Projekt Nargaroth sowohl in Interviews oftmals erwähnt als auch eine Passage von End of Life im Titelstück des Nargaroth-Albums Black Metal ist Krieg - A Dedication Monument übernommen. Kritisiert wurde, dass Wagner dies nicht erwähnte.
Ebenso wird die Band in einer Strömung des Black Metal rezipiert, deren Texte, Ästhetik und Auftreten sich um Themen wie Suizid, Depression, Selbstverstümmelung und selbstverletzendes Verhalten drehen, und gilt als einer ihrer Begründer. Bekannte Vertreter dieser unter dem Begriff „Depressive Black Metal“ (DBM) zusammengefassten Strömung sind unter anderem Shining und Abyssic Hate, deren Musik neben Strid von Bands wie Manes und Burzum sowie der deutschen Dark-Metal-Band Bethlehem beeinflusst ist.
Die Musikzeitschrift Rock Hard zählte das 1991 veröffentlichte Demo Malfeitor in einem Special zum Metal-Jahr 1991 zu den wichtigen Veröffentlichungen dieses Jahres im Bereich Black Metal.

## Diskografie
als Malfeitor
- 1991: Malfeitor (Demo)
- 1992: Pandemonium (Demo)

als Battle
- 1993: End of Life (Demo)

als Strid
- 1994: Strid (7"-EP; Malicious Records)
- 2007: Strid (Kompilation; Kyrck Productions)